# Kostel svatého Petra a Pavla (Křemýž)
Kostel svatého Petra a Pavla je barokní kulturní sakrální památkou ve vesnici Křemýž, která je částí obce Ohníč. Je chráněn jako kulturní památka České republiky.

## Historie
Kostel z roku 1706 byl postaven, současně se zděnou zvonicí, na místě staršího kostela, ze kterého se zachovaly renesanční figurální náhrobky ze 16. století, které jsou osazeny ve vnějších chrámových stěnách. Náhrobky jsou značně sešlé, některé jsou opatřeny letopočtem z roku 1532, 1548, 1572 a 1586.

## Současnost
V současnosti se v kostele bohoslužby pravidelně nekonají, kostel je využíván příležitostně, např. při poutních slavnostech nebo pro pořádání koncertů.
V roce 2020 byla provedena první etapa rekonstrukce střechy za 500 tisíc korun a opraveny věžní hodiny coby sponzorský dar jeníkovského hodináře Jana Bitersmanna.

## Architektura

### Exteriér
Jedná se o jednolodní obdélný kostel s pětiboce ukončeným presbytářem se sakristií a oratoří po stranách. Západní průčelí kostela je členěno mělkým rizalitem, který je převýšený věží. Stěny jsou opatřeny lizénovými rámci.

### Interiér
Vnitřek lodi i presbytář jsou členěny pilastry, které rámují mělké kaple. Prostor je sklenut valeně. Valeně je pak sklenuta i oratoř.

## Zařízení
Nachází se zde hlavní oltář v barokním slohu, který byl doplněn novějšími prvky. Kromě hlavního oltáře jsou v kostele ještě tři další a barokní kazatelna z doby kolem roku 1730. Chrámové lavice a varhany jsou barokní. Umístěné obrazy sv. Jana Nepomuckého, sv. Antonína Paduánského a Panny Marie (Madona) pocházejí z první poloviny 18. století, obraz sv. Barbory z doby okolo roku 1700.

## Zvony
Všechny zvony z průčelní západní věže i ze zvonice byly zrekvírovány. Nacházel se zde zvon od Brikcího z Cimperka z roku 1572, přelitý v roce 1871 Karlem Bellmannem, dva zvony z roku 1676 od Fridricha Michala Schönfelda a další, blíže neurčený zvon bez nápisu. Pouze malý zvon v sanktusníku přečkal válečné rekvizice. Vyrobil ho roku 1714 Jan Baltazar Crommel z Ústí nad Labem. U vchodu do sakristie je zavěšen malý zvonek od téhož zvonaře z roku 1714 s průměrem 15 cm.